# Nāmaka
Pour les articles homonymes, voir Namaka.
Nāmaka ou Nā-maka-o-Kahaʻi, qui signifie littéralement en français « les yeux de Kahaʻi », est la déesse de l'eau et de la mer de la mythologie hawaïenne. Elle est la sœur de Pélé, déesse des volcans et du feu, avec laquelle elle est en conflit.
Namaka, satellite de la planète naine Hauméa, porte son nom.